# 2017年10月逝世人物列表
2017年逝世人物列表：1月 - 2月 - 3月 - 4月 - 5月 - 6月 - 7月 - 8月 - 9月 - 10月 - 11月 - 12月
2017年10月逝世人物列表，是用於匯總2017年10月期間逝世人物的列表。

## 依日期排序

### 31日
- 諾曼·哈迪（英语：Norman Hardie），92歲，新西蘭登山家。[1]
- 馬里奧·達斯·內維斯（英语：Mario das Neves），66歲，阿根廷政治人物，前丘布特省省長（英语：Governor of Chubut province）。[2]

### 30日
- 弗雷德·貝基（英语：Fred Beckey），94歲，美國攀岩家、登山家和作家。[3]
- 金柱赫（韓語：김주혁），45歲，韓國男演員。死於交通意外。[4]
- 詹姆斯·D·馬丁（英语：James D. Martin），99歲，美國政治人物，前美國眾議院阿拉巴馬州第七國會選區代表議員。[5]
- 都敏浩（朝鲜语：도민호），46歲，韓國男歌手，組合六角水（朝鲜语：육각수 (음악 그룹)）成員。[6]
- 蘇火燈，79歲，台灣政治人物，曾任台南縣議員、立法委員等職。[7]

### 29日
- 羅利·格林（英语：Roly Green），90歲，新西蘭橄欖球聯盟球員（南坎特伯雷（英语：South Canterbury Rugby Football Union））。[8]
- 瓦迪斯瓦夫·科瓦爾斯基（英语：Władysław Kowalski (actor)），81歲，波蘭演員。[9]
- 彼得·舒茨（英语：Peter Schutz），87歲，猶太裔美籍企業家，1981至1987年出任保時捷（Porsche）執行長。[10]
- 尼尼安·斯蒂芬爵士（英語：Sir Ninian Stephen），94歲，澳洲法官，澳洲總督（1982年－1989年）、澳洲高等法院大法官（1972年－1982年）。[11]

### 28日
- 林忠（朝鲜语：임충 (작가)），79歲，韓國編劇。[12]
- 約薩法特-羅伯特·拉奇（英语：Josaphat-Robert Large），74歲，海地-美國詩人、小說家和藝術評論家，加勒比海文學獎（英语：Prix littéraire des Caraïbes）得獎人。[13]
- 曼努埃爾·桑奇斯·馬丁內斯（英语：Manuel Sanchís Martínez），79歲，西班牙足球員（西班牙國家隊、皇家马德里）。[14]

### 27日
- 殷国洪，106岁，中华人民共和国开国少将。[15][16]
- 林永軒，21歲，台灣消防員，任職於新竹縣消防局新工消防分隊。在昇陽光電新竹工廠火災中執勤時殉職。[17]
- 弗拉达·久巴（英语：Vlada Dzyuba），14歲，俄羅斯少女模特[18]。
- 老漢斯·克拉（英语：Hans Kraay Sr.），81歲，荷蘭足球員（DOS（英语：DOS Kampen））和經理人（飛燕諾）。[19]
- 塞西爾·莫斯（英语：Cecil Moss），92歲，南非橄欖球聯盟球員（南非國家隊）。[20]
- 周世荣，86岁，中国考古学家、陶瓷研究专家。[21]

### 26日
- 阿里·阿什拉夫·達維希安（英语：Ali Ashraf Darvishian），76歲，伊朗作家和民主活動家。[22]
- 阿內特·E·吉拉爾多（英语：Arnett E. Girardeau），88歲，美國政治人物，前佛罗里达州众议院及参议院議員。[23]
- 希·諾曼（英语：Shea Norman），45歲，美國福音歌手，死於糖尿病。[24]

### 25日
- 鲁冠球，72岁，中国企业家，万向集团创始人和董事长。[25][26]
- 林甘泉，86岁，中国马克思主义史学家，中国社会科学院学部委员，中国社会科学院历史研究所原所长。[27]
- 忆明珠，91岁，中国诗人、散文家，中国作家协会会员。[28]
- 遠藤賢司（日語：遠藤 賢司），70歲，日本歌手。死於癌症。[29]
- 穆罕默德·阿卜赫爾·繆斯（英语：Mohamed Abshir Muse），91歲，索馬里軍官，前索馬里警察部隊（英语：Somali Police Force）指揮官及索馬里救世民主陣線（英语：Somali Salvation Democratic Front）領導人。[30]
- 羅納德·布雷斯洛（英语：Ronald Breslow），86歲，美國化學家和教授（哥伦比亚大学），死於癌症。[31]

### 24日
- 易卜拉欣·阿什蒂亞尼（英语：Ebrahim Ashtiani），75歲，伊朗足球運動員（柏斯波利斯、伊朗國家隊），死於心臟病。[32]
- 傅全香，94岁，中国越剧表演艺术家，“傅派”创始人。[33]
- 陳自強，76岁，香港娛樂業資深經理人。[34]
- 胖子多米诺（英語："Fats" Domino），89岁，美国摇滚乐先锋人物、钢琴家、创作歌手。[35]
- 伊莎貝爾·金塔尼利亞（英语：Isabel Quintanilla），79歲，西班牙視覺藝術家。[36]
- 李正邦，84岁，中国钢铁冶金专家，中国工程院资深院士。[37]
- 田澍中，65岁，中国作家，中国作家协会会员，山西省晋城市文联原副主席。[38]

### 23日
- 賴因霍爾德·德楠索爾勒（英语：Reinhold Durnthaler），74歲，奧地利雪橇運動員，前世界冠軍（1967（英语：FIBT World Championships 1967））。[39]
- 安東尼·哈拉姆（英语：Anthony Hallam），83歲，英國地質學家。[40]
- 保罗·维兹（英語：Paul Weitz），85歲，美國太空人。[41]

### 22日
- 黃卜文，54歲，台灣身障企業家，小北百貨創辦人。[42]
- 伊苗·萊赫蒂寧（英语：Emu Lehtinen），70歲，芬蘭唱片經銷商，死於白血病。[43]
- 費爾南德·皮科特（英语：Fernand Picot），87歲，法國單車運動選手。[44]

### 21日
- 羅薩拉·巴霍納（英语：Rosaura Barahona），75歲，墨西哥記者和女權主義作家，死於肺病。[45]
- 萊希·奧登（英语：Lech Ordon），88歲，波蘭演員（《波蘭真愛至上（英语：Letters to Santa (film)）》）。[46]
- 達拉基·奈斯托羅維奇，60歲，塞爾維亞共和國克盧賽瓦奇市長。死於心肌梗塞。[47]
- 蔡申瓯，54岁，上海交通大学讲席教授、自然科学研究院院长，长江学者特聘教授、国家“千人计划”专家。[48]

### 20日
- 蒋慧萍（英語：Fay Chiang），65歲，美籍華裔詩人、視覺藝術家和活動家[49]。

### 19日
- 翁貝托·蘭齊（英语：Umberto Lenzi），86歲，意大利電影導演（《殘酷食人族》、《噩夢城市（英语：Nightmare City）》、《鬼屋（英语：Ghosthouse (film)）》）。[50]
- 米格爾·安吉爾·洛薩（英语：Miguel Ángel Loayza），77歲，秘魯足球運動員（巴塞罗那、小保加、卡利）。[51]
- 周岐顺，85歲，原西藏自治区政协副主席。[52]

### 18日
- 里卡多·維達爾（西班牙語：Ricardo Vidal），86歲，天主教宿霧總教區榮休總主教。[53]
- 埃蒙·坎貝爾（英语：Eamonn Campbell），70歲，愛爾蘭音樂家（The Dubliners）。[54]
- 馬里諾·佩拉尼（義大利語：Marino Perani），77歲，意大利足球經理人和球員。[55]
- 杨忠礼，87岁，馬來西亞企业家、慈善家，杨忠礼集团创立人。[56]
- 伊萨姆·扎赫雷丁（阿拉伯語：عصام  جدعان زهر الدين），56歲，敘利亞陸軍少將、共和國衛隊第104空降旅指揮官，戰死。[57]
- 陈冠明，61岁，中国环球旅行者，因骑行三轮车环游世界而闻名，死於车祸。[58]
- 未凡，82岁，中国诗人，中国作家协会会员，中国诗歌学会理事。[59]

### 17日
- 丹尼爾·達里厄（英语：Danielle Darrieux），100歲，法國女演員（《柳媚花嬌（英语：The Young Girls of Rochefort）》、《某夫人（英语：The Earrings of Madame de…）》、《茉莉人生》）及歌手。[60]
- 麥克·奈特（英语：Mychael Knight），39歲，美國時裝設計師，《天橋驕子》第三季參賽者之一[61]。
- 迪克·莫利（英语：Dick Morley），84歲，美國電機工程師，可编程逻辑控制器之父。[62]

### 16日
- 馬臨，92歲，香港生物化學家，香港中文大學校長（1978年－1987年）。[63]
- 严顺开，80岁，中国滑稽演员、喜剧影视演员。[64]
- 約翰·安德烈森（英语：John Andreason），88歲，美國政治人物，前爱达荷州参议院議員，死於肝癌。[65]
- 達芙妮·卡魯阿娜·加里齊亞（英語：Daphne Caruana Galizia），53歲，馬爾他女記者，死於謀殺。[66]
- 費多爾·格魯申科（英语：Fedor Glushchenko），73歲，俄羅斯指揮和小提琴手。[67]
- 黃治勳（朝鲜语：황치훈），46歲，韓國歌手及演員。[68]

### 15日
- 邓垦，106岁，中國大陸政治人物，湖北省人民政府原副省长（省长级待遇），邓小平胞弟[69][70]。
- 奇戈伊·阿隆佐（英语：Chinggoy Alonzo），67歲，菲律賓演員。[71]
- 貴魯爾·胡達（英语：Choirul Huda），38歲，印尼足球運動員。[72]
- 赫爾南·席爾瓦（英语：Hernán Silva），68歲，智利足球裁判。[73]
- 沈宗植（朝鲜语：심종식），77歲，韓國围棋棋手。[74]
- 任娇，29歲，中國女演員。[75]
- 加藤唯史（日語：加藤 唯史），68歲，日本漫畫家，代表作《怪廚博士》（ザ・シェフ）。[76]

### 14日
- 帕特里克·哈斯蘭（英语：Patrick Haslam），69歲，英國賽馬訓練師。[77]
- 盧爾德·基松賓（英语：Lourdes Quisumbing），96歲，菲律賓政治人物，前菲律賓教育文化及體育局局長（英语：Department of Education (Philippines)）。[78]
- 金寶愛（朝鲜语：김보애），78歲，韓國電影及舞台劇女演員。[79]
- 丹尼爾·韋博（英语：Daniel Webb (baseball)）（Daniel Webb），28歲，曾為美國職棒大聯盟芝加哥白襪隊球員，駕駛越野車意外身亡。[80]

### 13日
- 貝蒂·坎貝爾（英语：Betty Campbell），82歲，威爾士社區活動家和校長。[81]
- 阿爾貝·扎菲（英语：Albert Zafy），90歲，马达加斯加前總統，死於中風。[82]
- 威廉·隆巴帝（英語：William Lombardy），79歲，美國西洋棋棋手、西洋棋理論家。[83]

### 12日
- 愛德·龍（英语：Ed Long (politician)），83歲，美國政治人物，前俄克拉何马州参议院議員。[84]
- 歐文·莫塞爾（英语：Erwin Moser），63歲，奧地利作家。[85]
- 胡波，29歲，中國導演、编剧及作家，遺作《大象席地而坐》，自縊而死。[86][87]

### 11日
- 宋歌，78岁，中国作家，中国作家协会会员，北方文艺出版社原社长、总编辑。[88]
- 朱显谟，101岁，中国土壤学家，中国科学院院士。[89]
- 沈祖炎，82岁，中国建筑结构专家、中国工程院院士。[90]
- 黃文傑，76歲，香港商人，專線小巴營辦商進智公交創辦人兼榮譽主席。[91]
- 曾化东，102歲，湖北红安人，中华人民共和国政治人物。[92]
- 迪克·休伊特（英语：Dick Hewitt），74歲，英國足球運動員（巴恩斯利、約克城）。[93]
- 利卡·卡維札拉澤（英语：Lika Kavzharadze），57歲，格魯吉亞女演員（《願望樹（英语：The Wishing Tree (film)）》）。[94]
- 橋本力（日语：橋本力 (野球)），83歲，日本棒球運動員及演員。[95]

### 10日
- 卡欣·阿末，84岁，馬來西亞社會活動家、詩人、翻譯家、學者、伊斯蘭學者、政治人物。[96]
- 趙真浩（朝鲜语：조진호 (축구인)），44歲，韓國足球運動員。[97]
- 彭蒂·霍拉合羽（英语：Pentti Holappa），90歲，芬蘭詩人和作家。[98]
- 布賴恩·「斯塔克」·史蒂文斯（英语：Brian "Stack" Stevens），69歳，英格蘭橄欖球運動員。[99]
- 羊牧，65歲，本名廖枝春，台灣作家。[100]
- 马文东，98岁，中国官员，云南省人大常委会原副主任。[101]

### 9日
- 阿曼多·卡尔德龙·索尔（西班牙語：Armando Calderón Sol），69歳，薩爾瓦多前總統。[102]
- 韓國材，69歳，香港動作演員。死於肺癌。[103]
- 黎飛梅（英語：Rafe Mair），85歲，加拿大政治人物，前英屬哥倫比亞省省議會議員。[104]
- 謝爾蓋·普里戈達（英语：Sergei Prigoda），85歲，俄羅斯足球運動員及經理人（蘇聯國家隊）。[105]
- 讓·雷謝夫（英语：Jean Rochefort），87歲，法國電影演員[106][107]。
- 鄭在遠（朝鲜语：정재원 (1917년)），100歲，韓國小兒科醫生和企業家。[108]
- 黄毓璜，78岁，中国文学批评家，中国作家协会会员，江苏省作家协会创作研究室原主任。[109]

### 8日
- 阿爾多·比斯卡迪（英语：Aldo Biscardi），86歲，意大利足球評述員（《比斯卡迪進程（英语：Il processo di Biscardi）》）。[110]
- 白西紳一郎（日語：白西 紳一郎），77歲，日中協會理事長。在大阪的酒店去世。[111]
- 黄晋凯，78岁，中国人民大学文学院教授。[112]

### 7日
- 罗马丁，93岁，中国作家，中国作家协会会员。[113]
- 捷米尔·朱马卡德罗夫（俄語：Темир Курмангазиевич Джумакадыров），38岁，吉尔吉斯斯坦副总理，死於交通意外。[114]
- 維亞切斯拉夫·伊萬諾夫（英语：Vyacheslav Ivanov (philologist)），88歲，俄羅斯語言學家和符號學家。[115]
- 吉姆·蘭迪斯（英语：Jim Landis），83歲，美國棒球運動員（芝加哥白襪）。[116]

### 6日
- 羅伯托·安佐林（義大利語：Roberto Anzolin），79歲，意大利足球運動員（尤文图斯、國家隊）。[117]
- 高莽，91歲，中國俄羅斯文學翻譯家。[118]
- 康尼爾·霍金斯（英語：Connie Hawkins），75歲，美國籃球運動員，1992年入選名人堂。[119]
- 朱迪·斯通（英语：Judy Stone (journalist)），93歲，美國電影評論家和作家（《旧金山纪事报》、《纽约时报》、《洛杉磯時報》）。[120]

### 5日
- 阿明·德朗（捷克語：Armin Delong），92歲，捷克物理學家。[121]
- 埃伯哈德·范德蘭（英语：Eberhard van der Laan），62歲，荷蘭政治人物及律師，前住宅、空間計畫及環境部部長及阿姆斯特丹市長，死於肺癌。[122]
- 徐锡安，72岁，中国政治人物，铁道部眉山车辆厂原厂长、北京市教育委员会原主任、新华通讯社原副社长[123]。

### 4日
- 陳文輝，81歲，香港化妝大師。死於肺癌。[124]
- 布羅尼斯瓦夫·高美（英语：Bronisław Chromy），92歲，波蘭雕塑家（瓦維爾龍（英语：Wawel Dragon (statue)））。[125]
- 約翰·米勒（英语：John Miller (Washington politician)），79歲，美國政治人物，前美國眾議院華盛頓州第一國會選區（英语：Washington's 1st congressional district）代表議員，死於癌症。[126]
- 篠遠喜彥（日语：篠遠喜彦），93歲，日本裔美國人類學家。[127]

### 3日
- 羅德尼·比克斯塔夫（英语：Rodney Bickerstaffe），72歲，英國工會主義者，前全國公職人員工會（英语：National Union of Public Employees）和UNISON（英语：UNISON）總書記。[128]
- 金云龙（朝鲜语：김운용），86歲，韓國體育界人物，曾任國際奧委會副主席。[129]
- 何方，94歲，中國國際問題學者、中共黨史專家、中國社會科學院日本研究所原所長。[130]
- 安德烈·萊維（英语：André Lévy (sinologist)），91歲，法國漢學家及翻譯家。[131]
- 贾拉勒·塔拉巴尼（阿拉伯語：جلال طالباني），83歲，曾任伊拉克總統。[132]

### 2日
- 埃萬熱莉娜·伊麗莎多（英语：Evangelina Elizondo），88歲，墨西哥女演員、藝人和歌手。[133]
- 保羅·歐德寧（英語：Paul Otellinii），66歲，美國企業家，英特爾公司（Intel）第五任執行長（CEO）。[134]
- 吉姆·帕特森（英语：Jim Patterson (Alabama politician)），67歲，美國政治人物，前亚拉巴马州众议院議員，死於心臟病發。[135]
- 湯姆·佩蒂（英語：Tom Petty），66歲，美國搖滾歌手。[136]
- 张序九，97岁，中国经济法学家，西南政法大学资深教授。[137]

### 1日
- 刀世勋，89岁，中国云南西双版纳末代召片领、傣语研究专家，曾任政协云南省第五、六、七、八届委员会副主席[138]。
- 皮埃盧維·卡佩洛（英语：Pierluigi Cappello），50歲，意大利詩人。[139]
- 安格莉卡·穆哈烏瓜（英语：Angelika Muharukua），59歲，納米比亞政治人物。[140]
- 小塞繆爾·歐文·紐豪斯（英语：Samuel Irving Newhouse Jr.），89歲，美國出版商（先進出版公司）和商人。[141]
- 達沃·斯特拉德（英语：Dave Strader），62歲，美國體育評述員（達拉斯星、底特律紅翼、《NHL on NBC（英语：NHL on NBC）》），死於膽管癌。[142]
- 約翰·斯溫伯恩（英语：John Swinburne (Scottish politician)），87歲，蘇格蘭政治人物，蘇格蘭老年公民團結黨（英语：Scottish Senior Citizens Unity Party）創立人。[143]
- 史蒂芬·裴德克（英語：Stephen Paddock），64歲，美國罪犯，犯下2017年拉斯維加斯襲擊造成59人死亡，五百多人受傷。[144]
- 陈其人，93岁，中国马克思主义政治经济学者，复旦大学国际政治系教授。[145]